# ریچارد انگلند (دوچرخه‌سوار)
ریچارد انگلند (انگلیسی: Richard England؛ زادهٔ ۹ ژوئیهٔ ۱۹۸۱) دوچرخه‌سوار اهل استرالیا است.